# Štedim (Podujevo)
Pour les articles homonymes, voir Štedim.
Shtedim en albanais et Štedim en serbe latin (en serbe cyrillique : Штедим) est une localité du Kosovo située dans la commune/municipalité de Podujevë/Podujevo, district de Pristina (Kosovo) ou district de Kosovo (Serbie). Selon le recensement kosovar de 2011, elle compte 1 148 habitants.

## Démographie

### Évolution historique de la population dans la localité
| 1948 | 1953 | 1961 | 1971 | 1981 | 1991 | 2011  |
| ---- | ---- | ---- | ---- | ---- | ---- | ----- |
| 316  | 357  | 443  | 516  | 729  | 862  | 1 148 |

|  |

### Répartition de la population par nationalités (2011)
En 2011, les Albanais représentaient 99,25 % de la population.